# Quilòmetre quadrat
Un quilòmetre quadrat o km² és la superfície que ocupa un quadrat d'un quilòmetre de costat. És una de les unitats derivades del Sistema Internacional d'Unitats.
1 km² equival a:
- la superfície que ocupa un quadrat d'un quilòmetre de costat
- 1.000.000 metres quadrats (m²)
- 100 hectàrees
- 0,386102 milles quadrades
- 247,105381 acres

Inversament:
- 1 m² = 0,000001 km²
- 1 hectàrea = 0,01 km²
- 1 milla quadrada = 2,589988 km²
- 1 acre = 0,004047 km²

Per exemple, Catalunya té una superfície de 32.114 km².